# マーク・チャリグ
マーク・チャリグ（Mark Charig、1944年2月22日、ロンドン生まれ）は、イングランドのトランペットおよびコルネット奏者である。

## 略歴
チャリグは主に1960年代後半から1970年代初頭にかけて、ロング・ジョン・バルドリーが率いるブルーソロジー、ソフト・マシーン、キース・ティペット・グループ、ティペットが率いるビッグ・バンドのセンティピードといった多様なグループで演奏した。彼はキング・クリムゾンの幾つかのアルバムにも参加し、『リザード』（1970年）と『アイランズ』（1971年）のタイトル・トラック、アルバム『レッド』（1974年）の楽曲「堕落天使」での長いソロで際立っている。
1970年代半ばには、歌手のアニー・レノックスをフィーチャーしたグループ「Red Brass」とツアーを行った。またブラザーフッド・オブ・ブレスに参加し、マイク・オズボーンとレコーディングしたほか、オガン・レコードからソロ・アルバム『Pipedream』をリリースした。
彼は、ロンドン・ジャズ・コンポーザーズ・オーケストラのメンバーでもある。現在はドイツ在住で、ヴッパータールを拠点とするオーケストラのメンバーを務めている。
最近では「Quatuohr」という即興演奏のカルテットでCD『KJU』を録音している。

## ディスコグラフィ

### ソロ・アルバム
- Pipedream (1977年) ※with キース・ティペット、アン・ウィンター

### Barry Guy/The London Jazz Composers' Orchestra
- Ode (1972年)

### キング・クリムゾン
- 『リザード』 - Lizard (1970年)
- 『アイランズ』 - Islands (1971年)
- 『レッド』 - Red (1974年)